# Juan Ramón Jiménez
Juan Ramón Jiménez Mantecón (Moguer, 24 dicembre 1881 – San Juan, 29 maggio 1958) è stato un poeta spagnolo.
Premio Nobel per la letteratura nel 1956, è stato uno dei più importanti intellettuali della generazione del '14.

## Biografia
(Por el cristal amarillo)
Figlio di Purificación Mantecón e di Víctor Jiménez, un facoltoso produttore e commerciante di vini, Juan Ramón nacque la vigilia del Natale del 1881 in una casa di calle de la Ribera, a Moguer, nella provincia andalusa di Huelva, paese dove, secondo la tradizione, soggiornò Colombo prima della grande avventura americana. La famiglia si trasferì nel 1887 in una grande casa di calle Nueva, dove il poeta trascorse tutta la sua giovinezza.
Dopo i primi studi compiuti a Moguer, a undici anni fu messo nel collegio dei Gesuiti di Puerto Santa Maria, vicino a Cadice. Là avvertì le prime tristezze, provocate dalla lontananza dalla famiglia e appena alleviate dai ritorni estivi a Moguer. Conclusi gli studi secondari nel giugno del 1896, Jiménez si iscrisse, per volontà del padre, alla Facoltà di diritto dell'Università di Siviglia, ma non concluse gli studi, poiché la sua aspirazione era volta all'arte, amava la pittura e la letteratura: «Io scrivevo, scrivevo come un pazzo, versi e prose. E, inoltre, li pubblicavo. Nessun giornale o rivista, di Huelva, di Siviglia, di Madrid, a quell'epoca, mi lesinò spazio e, in molti, ebbi un posto di rilievo, un ritratto e persino un compenso. E leggevo, leggevo disordinatamente, tumultuosamente, tutto quanto mi capitava tra le mani».
Lesse Bécquer, Rosalía de Castro, Verdaguer, i grandi poeti romantici (Byron, Hugo, Heine, Goethe), il Romancero.
Si susseguono i periodici ritorni a Moguer, dove andrà sempre per ritrovare la forza nella sua terra e dove si alza l'albero dalla vasta fronda e dalla grande ombra che, come nel mito, sarà nella successiva visione la sua infanzia e la poesia stessa.
In questo periodo iniziò l'attività poetica di Ramón con i versi inviati alle riviste e il viaggio nel 1900 a Madrid, dove fece la conoscenza di Francisco Villaespesa, che lo introdusse nel gruppo di letterati (Salvador Rueda, Jacinto Benavente, Valle-Inclàn) che facevano circolo intorno a Rubén Darío, la cui poesia influenzerà successivamente Jiménez, e saranno costoro che lo aiuteranno a trovare i titoli per i suoi primi libri, Ninfeas e Almas de violeta. Sempre nel 1900 il poeta ritorna a Moguer dove la morte del padre acuisce la sua paura nevrotica per la morte e le malattie.

### Viaggi attraverso l'Europa
Tra il 1900 e il 1904 la depressione lo costringe a trascorrere lunghi periodi in una clinica ad Arcachon, vicino a Bordeaux e da qui compie viaggi in Svizzera e in Italia e si dà alla lettura dei poeti simbolisti.
Si trasferisce in una clinica a Madrid, dove organizza riunioni alle quali partecipano i fratelli Machado, Valle-Inclán, Benavente e in seguito si stabilisce presso il suo medico personale, Louis Simarro che lo introduce nell'ambiente della Residencia de Estudiantes, dove conosce le opere di Nietzsche e Schopenhauer.
In Francia Jiménez si era avvicinato alla poesia di Mallarmé, Rimbaud, Laforgue, Baudelaire ed era entrato in contatto con i poeti del Mercure e con Jammes. Si era così allontanato dall'influenza di Rubén Dario per scoprire Béquer.
Nel 1902 pubblica Rimas e fa la conoscenza di Pío Baroja, dei fratelli Antonio e Manuel Machado e di Miguel de Unamuno. Nel 1903 appare Arias tristes e vanno formandosi Jardinés lejanos e Pastorales. Nello stesso anno fonda, insieme a Martìnez Sierra e a Ramón Pérez de Ayala, la rivista Helios, aperta alle grandi correnti letterarie europee.
Dal 1905 al 1912 Jiménez risiede isolato a Moguer, dove scrive intensamente e incontra l'asinello Platero che diventa personaggio principale della sua poesia nel celeberrimo Platero y Yo, che lo accompagnerà per sempre. L'opera verra successivamente musicata dal compositore Mario Castelnuovo-Tedesco. Stringe amicizia con il pittore Sorolla. Pubblica Elejias (1908-1910), Las hojas verdes e Baladas de primavera nel 1910, La soledad sonora, Pastorales e Poemas magicos y dolientes nel 1911.

### Sulla collina madrilena

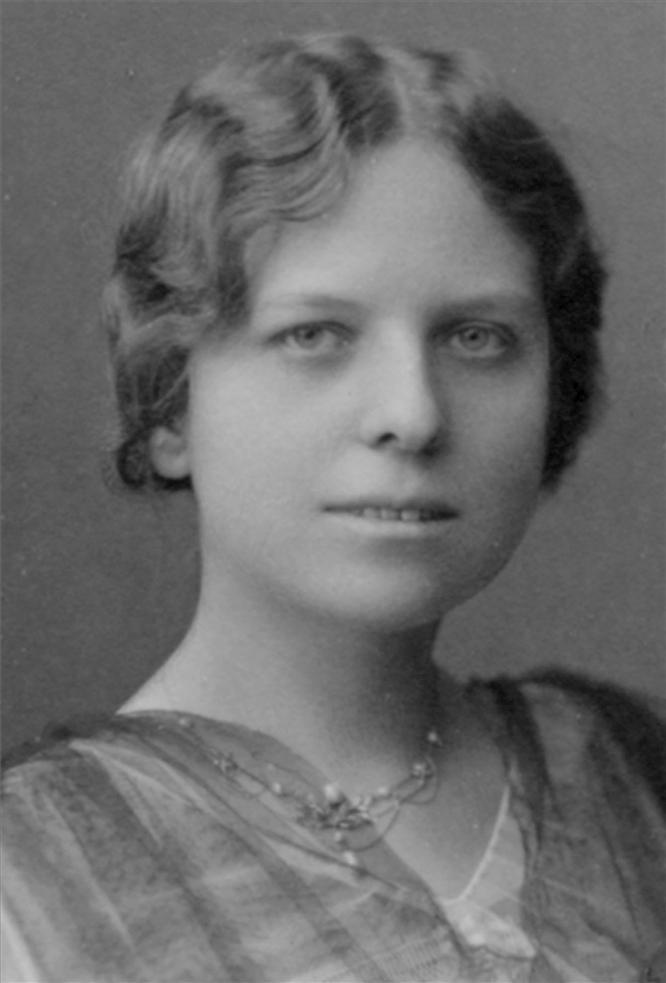
Zenobia Camprubì Aymar

Ritorna a Madrid per tre anni, fino al 1915, coltivando l'amicizia con Unamuno, Machado, Ortega y Gasset e i più giovani García Lorca, Alberti e Dalí. Nel 1916 si imbarca per New York per sposare Zenobia Camprubì Aymar, conosciuta a Madrid tre anni prima e con la quale aveva lavorato alla traduzione dall'inglese dei testi di Rabindranath Tagore, scrivendo anche la prefazione per il libro pubblicato nel 1915.
In quello stesso anno, così decisivo per la sua vita e la sua poesia, egli scrive Estio e durante il viaggio per New York, in nave, scriverà Diario de un poeta recién casado e apprenderà con dispiacere la morte del maestro di tutti, Rubén Darío.

### Melancolia
Tra il 1912 e il 1916 Jiménez pubblica Melancolia (1912), Laberinto (1913), la narrazione poetica Platero y yo nel 1914, tipica variazione della narrativa modernista spagnola, in una prima edizione ridotta ed Estio nel 1916. Nel 1917 si stabilisce a Madrid con la moglie Zenobia dove rimane fino al 1936 e fino al 1920 decide di vivere isolato per dedicarsi quasi esclusivamente alla scrittura. Saranno di questo periodo le sue opere più significative come Segunda antolojia poética, Eternidades, Pietra y cielo, Poesia e Belleza.
La poesia di Jiménez, che accoglie nei suoi versi la purezza di Tagore e che risente dell'influenza di Goethe, diventa universale, e il poeta è al centro della vita culturale del suo paese. Tra il 1921 e il 1927 cura riviste di breve durata e pubblica la rivista Indice, alla quale collaborano Ortega, Machado, Alfonso Reyes, Gómez de la Serna, Salinas e tanti altri che lo chiamano maestro.
Tra il 1928 e il 1936 inizia a scrivere i ritratti di Españoles de tres mundos che provocarono non poche polemiche. Nel 1935 rifiuta l'invito a far parte della Real Academia. Nel 1936 escono Canción e Verso y prosa para niños. A giugno dello stesso anno fa leggere alla Residencia de Estudiantes un testo dal titolo Politica poética e la casa editrice Signo inizia la pubblicazione delle sue opere complete, prevista in 21 volumi.

### Dopo la guerra civile, verso USA e Porto Rico

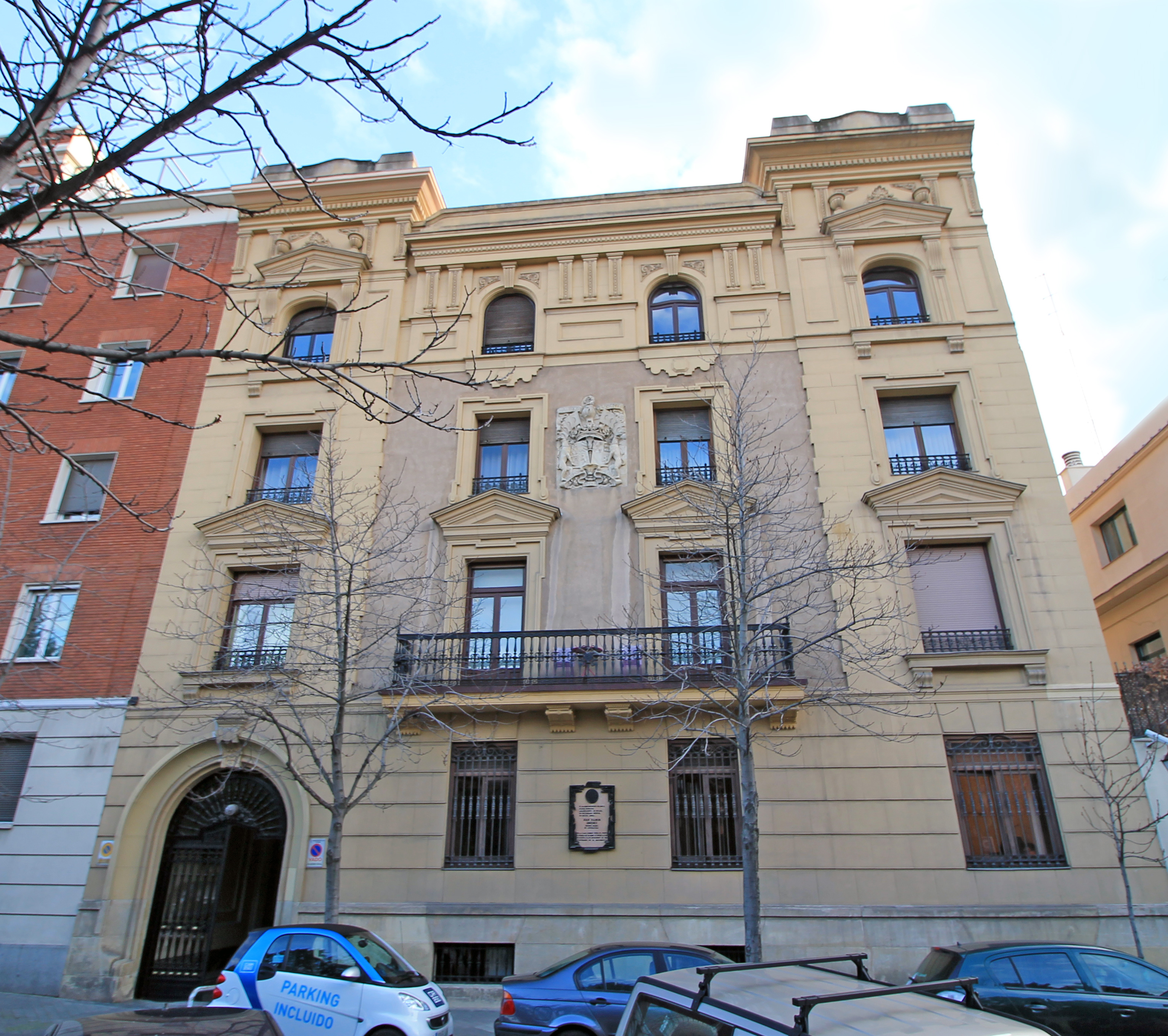
Casa di J.R. Jiménez a Madrid tra 1929 e 1936

Poco dopo lo scoppio della guerra civile spagnola il poeta insieme alla moglie lascia la sua patria per gli Stati Uniti: qui cerca invano di spingere il governo a intervenire per riportare la pace in Spagna. Trascorre un breve periodo a Porto Rico, quindi si stabilisce con la moglie all'Avana.
Nel 1939 ritorna negli Stati Uniti dove collabora a riviste americane, tiene conferenze e corsi nella Carolina, nel Maryland, a Washington, a Riverdale. Nel 1946 è colpito da una grave depressione e due anni dopo compie un viaggio in Argentina e in Uruguay dove è accolto calorosamente ed è invitato da tutte le università.
Di esilio in esilio il destino lo spinge di nuovo a Porto Rico dove egli insegna all'università, ma nel 1956 lo accoglieranno gli avvenimenti ultimi della sua vita, la morte della moglie Zenobia, avvenuta tre giorni dopo il conferimento del premio Nobel per la letteratura e infine, nel 1958, la morte.

## Poetica
La poesia di Juan Ramón Jiménez è alla radice del contemporaneo "Siglo de oro" (il Secolo d'oro) della poesia spagnola. Lorca, Salinas, Guillén ne hanno assorbito il succo, mentre Unamuno, Machado e Ortega, oltre all'amicizia con il poeta ne hanno raccolto i riflessi.
La poesia di Jiménez segue un percorso ben preciso che va dal simbolismo ai miti della perfezione formale passando dalla musicalità esteriore a una musica sottile che nasce dall'interno.
Vladimir Weidlé definisce la poesia di Jiménez "Mistero in piena luce" e la definizione è perfetta per disegnare i contorni di una poesia tesa tra intelligenza e passione, tra estasi e domanda, tra natura e spirito. Una poesia che ha il valore di simbolo nel paesaggio così diverso della lirica novecentesca, la lirica di un solitario, instancabile ricercatore di emozioni.
La lirica del suo primo periodo, fino al Diario de un poeta recién casado, rappresenta caratteri tipici del simbolismo, che dalla ricchezza modernista attinge solo una consumata sensibilità decadente.

### Un tempo senza tempo
I primi libri, Ninfeas e Almas de violeta sono romantici con evidenti influssi di Heine e di Bécquer tanto da far avvicinare il poeta ai pittori impressionisti, anche per la coincidenza della prima raccolta juanramoniana con il nome Nymphéas dato da Monet ai suoi paesaggi dipinti tra il 1890 e il 1900.
Il romanticismo non scomparirà presto dalla poesia di Jiménez. In Arias tristes vi è una immagine di grande dolcezza e di mesta elegia che si farà sentire in tutto il primo Jiménez. In Arias tristes il poeta elabora un lessico ristretto che costituisce un paradigma di simboli intorno alle immagini della notte, della luna, del giardino.
La comunione con la natura si fa sentire nella percezione magica di un tempo che non ha tempo, di uno spazio lontano, quello del villaggio e quindi quello di una infanzia salvatrice. Nei paesaggi stilizzati di Jardines lejanos risuonano le cadenze della poesia di Verlaine con il ritmo di una solitudine crepuscolare.
Il tema della morte, così ricorrente nella poesia di Jimenez, sta a significare la fugacità dell'uomo, ma l'attardarvisi è anche un tentativo per comprenderla e accettarla. Lo smarrimento delle illusioni è molto intenso in Elejias mentre in La soledad sonora la solitudine acquista un valore positivo, quasi una opportunità di unione più profonda con la natura e quindi con la poesia.

### La centralità del tema amoroso
Sonetos espirituales segna un primo cambiamento e in esso, alla malinconica passività, si sostituisce la centralità del tema amoroso che rispecchia, nella vita reale di Jimenéz, il rapporto iniziato con Zenobia.
Poesia e anima sembrano coincidere nelle terzine del sonetto A mi alma che sembrano una specie di manifesto poetico: Signo indeleble pones en las cosas. /Luego, tornada gloria de las cumbres, /reviviràs en todo lo que sellas. //Tu rosa serà norma de las rosas; tu oìr, de la armonia; de las lumbres /tu pensar; tu velar, de las estrellas.
Poni un segno indelebile alle cose. /Gloria di cime, poi, ti riconduci /a vita in quel che stai per sigillare. //La tua rosa sia norma delle rose; /dell'armonia, il tuo udito; delle luci; /il pensare; degli astri, il tuo vegliare.
Il vegliare inquieto delle stelle è l'ultima norma che rappresenta la poetica dell'idea, come attività del pensiero e la rosa intesa come norma è l'essenza della bellezza.
Al centro di Estio l'amore acquista stabilità attraverso l'appropriazione della donna amata, ricreata nell'anima del poeta che, in questo modo, è pronto a varcare l'oceano che diventa spazio concreto e nello stesso tempo simbolo di uno spazio puramente spirituale.

### Il verso libero
In Diario de un poeta recién casado, che nell'edizione successiva sarà intitolato Diario de poeta y mar, avviene un'importante svolta.
La scelta dei paradigmi lessicali è differente da quella dei libri precedenti, soprattutto per la scarsità degli aggettivi sensoriali.
Il materiale viene condensato in brevi segmenti e viene usato il verso libero, forma appropriata per il poeta che non vuole essere dominato dalla poesia ma controllarla e risalta l'alternanza dei versi con una prosa poetica ricca di sfumature.

### La riscoperta del proprio io
Ma la novità più significativa consiste nella riscoperta del proprio io circoscritto tra anima, cielo e mare.
Come in Sonetos, nel Diario de un poeta recién casado il viaggio rappresenta la difficile mediazione tra il passato lasciato in Spagna, il cielo dell'infanzia e la terraferma del nuovo mondo legata all'amore della donna che attende al di là delle incerte onde.
New York, con la sua moderna metropoli risulta estranea al poeta, incoerente e volgare, in pieno contrasto con la sua idea di bellezza e sarà questa la premessa per la piena accettazione dell'amore e del mare che ora è riconosciuto non più fuori e quindi esposto alla "mancanza", ma dentro il poeta, rassicurandolo.
Il componimento è basato su ritmi di settenari e novenari e si conclude con un endecasillabo. La libertà del primo verso è ottenuta staccando un frammento da un settenario ("al agua mas no al cielo") che viene aggiunto al primo verso con lo scopo di porre in parallelo "al agua" e " al cielo" per concedere una pausa ritmica di maggior respiro al "cielo" che rimane indenne al confronto della condizione dell'acqua che viene solcata.
In questo testo poetico si può trovare il modello di un simbolismo rinnovato che farà da riferimento a metà della poesia spagnola e rappresenta un passaggio importante nella sua poetica.

### Il disaccordo con la precedente poesia
Una nuova conquista avviene in Eternidades dove il poeta esordisce dichiarando il proprio disaccordo con tutta la sua precedente poesia troppo soffocata dalle immagini.
In Eternidades e nelle raccolte successive, Piedra y cielo, Poesía e Belleza, la parola acquisisce maggiore arricchimento e diventa sempre più profonda nel significato per la conoscenza delle cose designate al di là della loro apparenza.

### Il punto di arrivo
Il punto di arrivo di questa fase della ricerca di Jiménez si trova in La estación total che risale agli anni tra il 1923-1936, anche se la pubblicazione avviene nel 1946.
Ora, anche la morte, come fine del tempo, acquista un senso positivo e il poeta impara il linguaggio dell'universo nelle manifestazioni della natura accettando così l'ascendenza platonica e romantica.
Questa stessa concezione verrà sviluppata in Animal de fondo, dove egli fa risalire l'immagine della propria opera poetica all'identità di amore e bellezza che si manifestano nell'universo.
La poetica di Jiménez è in accordo con le posizioni ideologiche degli anni venti illustrate da Ortega y Gasset e l'obiettivo è quello di raggiungere la "purezza" nella poesia intesa come attività dello spirito astratta dalle realtà corporee e dal mondo delle passioni per esaltare il potere puramente creativo della parola.

## Proposte ortografiche
Propose una riforma ortografica della lingua spagnola, i cui punti salienti sono i seguenti:
1. sostituzione della "g" davanti a "e","i" con la "j" (jota);
2. riduzione di alcuni gruppi colti: 1) davanti a consonante non si dovrebbe scrivere la "x" ma la "s"; 2) "p" e "b" in posizione implosiva non si dovrebbero scrivere; 3) non si dovrebbe scrivere "n" implosiva davanti alla "s";
3. riduzione di "sc" a "c" davanti a "e","i";
4. soppressione della "h" nell'esclamazione "Oh".

Fra queste modifiche, nessuna delle quali è parte integrante dell'ortografia spagnola attuale, la più conosciuta, anche perché legata, come lui stesso afferma, al suo nome e cognome, è la prima.

### Prime edizioni
- Almas de violeta, 1900
- Ninfeas, 1900
- Rimas, 1902
- Arias tristes, 1903
- Jardines lejanos, 1904
- Elejias puras, 1908
- Elejias intermedias, 1909
- Las hojas verdes, 1909
- Elejias lamentables, 1910
- Baladas de primavera, 1910
- La soledad sonora, 1911
- Pastorales, 1911
- Poemas majicos y dolientes, 1911
- Melancolía, 1912
- Laberinto, 1913
- Platero y yo (edizione ridotta), 1914
- Estio, 1916
- Sonetos espirituales, 1917
- Diario de un poeta recién casado, 1917
- Platero y yo (edizione completa), 1917
- Eternidades, 1918
- Piedra y cielo, 1919
- Segunda antolojia poética, 1922
- Poesía, 1923
- Belleza, 1923
- Canción, 1936
- Voces de mi copla, 1945
- La estación total, 1946
- Romances de Coral Gables, 1948
- Animal de fondo, 1949

Le poesie e i libri subirono da parte di Jiménez incessanti rimaneggiamenti, che andavano dai titoli alla stessa struttura, per le vecchie edizioni si rimanda all'ultimo ordinamento disposto dal poeta in Tercera antolojia poética (1898-1953) edita da Biblioteca Nueva, Madrid, 1957.

### Edizioni recenti
- Cuadernos, a cura di F. Garfias, Madrid, Taurus, 1960
- Diario di un poeta recién casado, a cura di A Sànchez Barbudo, Barcelona, Labor, 1970
- Animal de fondo, a cura di A. Crespo, Madrid, Taurus, 1981
- Antología en prosa, a cura di A. Crespo, Madrid, Taurus, 1981
- Arias tristes, a cura di A. de Albornoz, Madrid, Taurus, 1981
- Poesía. Edición del Centenario, 20 voll., Madrid, Taurus, 1982
- Elegías, a cura di F. Garfias, Madrid, Taurus, 1928
- Espacio, a cura di A. de Albornoz, Madrid, Taurus, 1928
- Eternidades, a cura di V. Garcia de la Concha, Madrid, Taurus, 1982
- La realidad invisible, a cura di A. Sanchez Romeralo, Londra, Taurus, 1983
- Antología poetica, a cura di A. Crespo, Barcelona, Seix Barral, 1985
- Guerra de España, a cura di A. Crespo, Barcelona, Seix Barral, 1985
- Selección de poemas, a cura di G. Azam, Madrid, Castalia, 1987
- Ideología, a cura di A. Sanchez Romeralo, Barcelona, Anthropos, 1990
- Platero y yo, a cura di M. P. Predmore, Madrid, Espasa-Calpe, 1992
- Cartas. Antología, a cura di F. Garfias, Madrid, Espasa-Calpe, 1992
- Antología poética, a cura di J. Blasco, Madrid, Catedra, 1993
- Segunda antología poética (1998-1918), a cura di J. Urrutia, Madrid, Espasa-Calpe, 1993

### Traduzioni italiane
- Platero e io, a cura di E. Schalge, Milano, Greco & Greco 1999 ISBN 88-7980-219-4
- Platero, a cura di C.Bo, Firenze, Vallecchi, 1940; ristampa Platero e io, Firenze, Passigli, 1991
- Animale di fondo, a cura di R. Froldi, Firenze; Fussi, 1954
- Poesie, a cura di F. Tentori Montaldo, Parma, Guanda, 1960
- La stagione totale con le Canzoni della nuova luce (1923-1936), a cura di F. Tentori Montalto, Firenze, Vallecchi, 1963; poi Firenze, Passigli, 1991
- Siviglia, a cura di V. Josia, Milano, Nuova Accademia, 1965
- I canti di Coral Gables. Liriche scelte, a cura di V. Josia, Parma, Guanda, 1974
- Antologia poetica, a cura di F. Tentori Montalto, Milano, Guanda, 1977
- Eternità, a cura di F. Tentori Montalto, Firenze, Passigli, 1989
- Diario e cielo, a cura di F. Tentori Montalto, Firenze, Passigli, 1999
- Spazio, a cura di Francisco José Martín, Firenze, Le Lettere, 2013
- Juan Ramón Jiménez, Poesia\Prosa, prefazione di Piero Raimondi, Torino, Utet, 1967 (Collana: «Scrittori del mondo: i Nobel»), ISBN non esistente.